# Брейя, Мари-Элен
Мари-Элен Брейя (Marie-Hélène Breillat, род. 2 июня 1947) — французская киноактриса.

## Биография
Родилась в 1947 году в Талансе, округ Бордо, Франция. Стать актрисой решила «за компанию» с сестрой Катрин Брейя (ставшей впоследствии актрисой, режиссёром, сценаристом).
Окончив актёрскую студию, играла в небольших парижских театрах. Дебютировала в кино в 1967 году.
В 1972 году, вместе с сестрой, исполнила второстепенные роли в фильме «Последнее танго в Париже» режиссёра Бернардо Бертолуччи.
В 1978 году стала широко популярной во Франции благодаря главной роли в снятой её мужем Эдуаром Молинаро многосерийной телевизионной адаптации романов Колетт «Клодина», за что актрису называли «французской Одри Хепберн».
Её фотография появлялась на обложке журнала «Lui» (№ 177, октябрь 1978), и французской версии журнала «Playboy» (март 1981).
В 1982 году карьера актрисы внезапно оборвалась на пике — последней её ролью стал эпизод в фильме «Фанни и Александр» Ингмара Бергмана.
Что именно произошло — неизвестно. Она развелась с мужем: по ряду сведений, в том числе из интервью актрисы, с ним были сложные отношения. Сделала аборт. По какой-то причине провела три года в сумасшедшем доме, где, неудачно упав, повредила ноги и после долго училась заново ходить.
В 1986 году вышла её книга «Объект любви» («L’Objet de l’amour»), в которой она «рассказала о своих любовных страстях, без ложной скромности».
Долгое время о ней ничего не было известно. По словам её сестры, она не хотела больше сниматься в кино.

Больше ни один медийный радар не сообщал о её существовании с тех пор, как она покинула экраны.
Героиней Колетт на телевидении была известная актриса. Прошло более 30 лет с тех пор, как она сделала реверанс, но она остается иконой.
Она была удивлена — даже не подозревала, что существуют наполненяемые поклонниками фотографиями её страницы в соцсетях, подписчики — «друзья Мари-Элен Брея»…
«Я хочу поблагодарить всех, кто меня помнит, — сказала Мари-Элен, — Мне нравилось играть, и я очень тронута тем, что это всё ещё продолжает вызывать чувства».
Оригинальный текст (фр.)Plus aucun radar médiatique n'a signalé son existence depuis qu'elle a déserté les écrans.

L'héroïne de Colette à la télévision fut une actrice célèbre. Il y a plus de 30 ans qu'elle a tiré sa révérence, mais elle reste une icône.
C'est tout juste si elle soupçonne l'existence d'une page Facebook lui étant consacrée. "Les amis de Marie-Hélène Breillat" sont animés par un fan collectionneur de photos et de documents inédits.

"Je veux remercier tous ceux qui se souviennent de moi, confie Marie-Hélène. J'ai adoré jouer, et je suis très touchée que cette émotion vive encore."
— журнал «Le Point», 2013 год

## Фильмография
Фильмы:
- 1967 — Беспорядок в двадцать лет — эпизод
- 1970 — Умереть от любви — «Змея»
- 1971 — Анатомия курьера — Нана
- 1972 — Мандарин — Баба
- 1972 — Последнее танго в Париже — Моника
- 1974 — Ирония судьбы — Анна
- 1974 — Подозреваемые — Карлин
- 1976 — Забудь обо мне, Мандолина — Мандолина
- 1976 — Дракула — отец и сын — Николь Клеман
- 1976 — Посыльный из «Максима» — Тотош
- 1977 — Портрет Дориана Грэя — Сибилла Вейн
- 1977 — Провидение
- 1979 — Ночной шум — Эммануэль
- 1982 — Доктор Фаустус
- 1982 — Фанни и Александр — эпизод

Телефильмы:
Снялась в около двадцати телефильмах.
Исполнила роль Клодин в серии экранизаций романов французской писательницы Колетт: «Claudine à l'école», «Claudine à Paris», «Claudine s’en va», «Claudine en ménage» (все — 1978 года).
В 1979 году исполнила роль Нины в телефильме «Чайка» — экранизации одноимённой пьесы Чехова, в постановке «Théâtre de l’Atelier».
Известна исполнением главной роли Эдит в телефильме 1979 года «Опасная жалость» — экранизации романа Стефана Цвейга «Нетерпение сердца».

### Озвучивание
- 1975 — Настоящая девчонка — голос за кадром
- 1977 — Спешащий человек — голос Моники Гуэрриторе